# 1774 en littérature
| Années de la littérature : 1771 - 1772 - 1773 - 1774 - 1775 - 1776 - 1777    |
| Décennies de la littérature : 1740 - 1750 - 1760 - 1770 - 1780 - 1790 - 1800 |

Cet article présente les faits marquants de l'année 1774 en littérature.

## Événements
- 22 février : l’affaire Donaldson v Becket (en) est portée en appel devant la Chambre des Lords qui refuse un droit d'auteur perpétuel en vertu de la common law et statue que le droit d'auteur peut être limité dans sa durée[1]. L’œuvre protégée par un copyright peut passer dans le domaine public.
- 25 octobre : premier numéro du Journal de politique et de littérature, rédigé par Simon-Nicolas-Henri Linguet, où il se fait le partisan d’un despotisme éclairé ; après la parution du numéro du 25 juillet 1776 qui rend compte de la réception de La Harpe à l’Académie française où Linguet aurait injurié le nouveau membre et la compagnie ; sur ordre du garde des sceaux Miromesnil, l'éditeur Charles-Joseph Panckoucke retire à Linguet la rédaction de son journal qu'il donne à La Harpe. La publication continue jusqu’en 1783[2],[3].
- 30 novembre : Thomas Paine, atteint vraisemblablement  du typhus, débarque à Philadelphie ; muni d'une lettre de recommandation de Benjamin Franklin , il devient journaliste le 4 janvier 1775 puis rédacteur en chef du Pennsylvania Gazette de Robert Aitken et rallie le mouvement d'indépendance[4].

- Nikolaï Novikov fonde une imprimerie où il édite l’Ancienne Bibliothèque russe (ru)[5] (Древняя российская вивлиофика), un recueil de documents historiques tirés des archives ayant pour but l'éloge des vertus nationales (1773-1775).
- Création par décret de l'impératrice Marie-Thérèse de la bibliothèque du lycée de Ljubljana, à l’origine de la Bibliothèque nationale et universitaire de Slovénie, à partir de 637 livres sauvés de l'incendie du collège jésuite dissous de la ville[6].

## Parutions
- Mai : Jean-Paul Marat, The Chains of Slavery, London, J. Almon, Payne, and Richardson & Urquhart, 1774 (présentation en ligne) (« Les Chaînes de l'esclavage »), premier de ses ouvrages politiques demandant « Aux électeurs de la Grande-Bretagne » de porter leur choix sur des hommes éclairés et vertueux.

- Jean-Baptiste Jacques de Beaurain, Histoire de la campagne de M. le Prince de Condé en Flandre en 1674, Paris, chez Jombert père, Delaguette, Monory, 1774 (présentation en ligne).
- Thomas Jefferson, A Summary View of the Rights of British America (en), Williamsburg, Philadelphia, reprinted by John Dunlap, 1774 (présentation en ligne) (« Aperçu sommaire des droits de l’Amérique britannique ») un pamphlet destiné aux délégués de Virginie lors de la réunion du Premier Congrès continental.
- Friedrich Gottlieb Klopstock, Die deutsche Gelehrtenrepublik, Hamburg, J. J. C. Bode., 1774 (présentation en ligne) (« La République allemande des savants »).
- John Wesley, Thoughts Upon Slavery, London, R. Hawes, 1774 (présentation en ligne) (« Pensées sur l’esclavage »).

- Voltaire, De l'Encyclopédie, pamphlet publié à Genève chez Cramer, sans date[7].
- Alberto Fortis, Viaggio in Dalmazia, vol. 1, Venezia, Alvise Milocco, 1774 (présentation en ligne) (« Voyages en Dalmatie »), 2 volumes.
- The History of English Poetry (en) : from the close of the eleventh to the commencement of the eighteenth century, vol. 1, London, J. Dodsley, 1774 (présentation en ligne) (« Histoire de la poésie anglaise »).

### Fictions

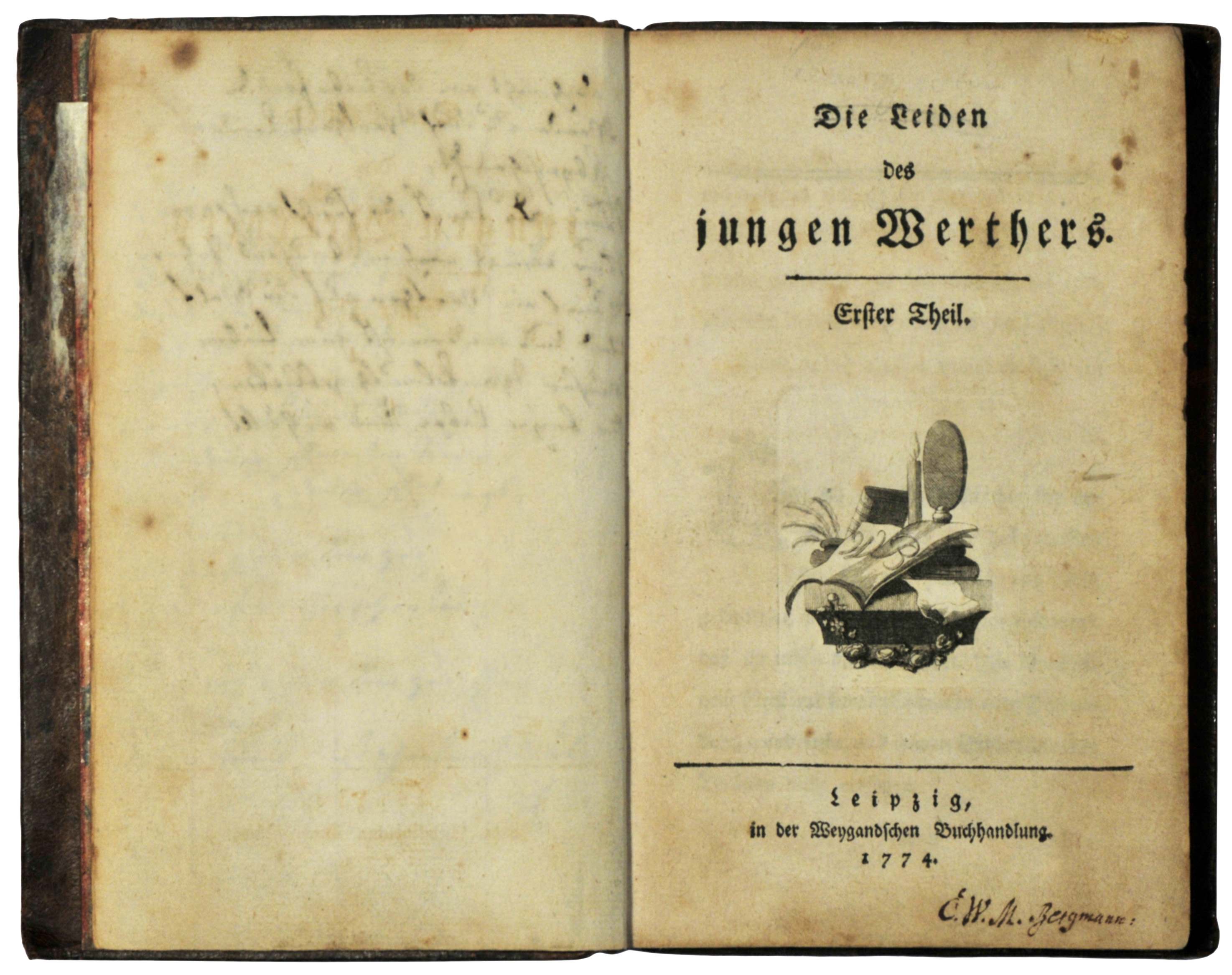
Page de titre des Souffrances du jeune Werther.

- 29 septembre : Johann Wolfgang von Goethe publie anonymement Die Leiden des jungen Werthers (« Les Souffrances du jeune Werther »), à l'occasion de la Foire du livre de Leipzig ; ce roman épistolaire connaît une notoriété considérable dès sa sortie et assure la célébrité de son auteur[8],[9].

- Voltaire, Nouveaux mélanges philosophiques, historiques, critiques, &c. &c. &c, 1774 (présentation en ligne), contient Le Taureau blanc ou Conte nouveau traduit du syriaque.